# Walentin Grigorjewitsch Mankin
Walentin Grigorjewitsch Mankin (russisch Валентин Григорьевич Манкин; * 19. August 1938 in Kiew; † 1. Juni 2014 in Viareggio, Italien) war ein sowjetischer Segelsportler ukrainischer Herkunft. Er startete zwischen 1964 und 1980 bei fünf Olympischen Sommerspielen und errang von 1968 bis 1980 drei Gold- und eine Silbermedaille. Damit ist er nach dem Briten Ben Ainslie und dem Dänen Paul Elvstrøm zusammen mit dem Deutschen Jochen Schümann der dritterfolgreichste Segler in der olympischen Geschichte sowie der einzige Segler, der in drei verschiedenen Bootsklassen Olympiasieger wurde.

## Karriere
Walentin Mankin startete erstmals 1964 in Tokio bei Olympischen Spielen. Bei seiner zweiten Teilnahme bei den Spielen 1968 in Mexiko-Stadt gewann er den Wettbewerb in der Ein-Mann-Bootsklasse Finn-Dinghy. Vier Jahre später bei den Spielen 1972 in München wurde er erneut Olympiasieger, diesmal zusammen mit Witalij Dyrdyra im Tempest-Boot, in dem 1972 zum zweiten Mal olympische Wettbewerbe stattfanden. In der gleichen Bootsklasse belegte er gemeinsam mit Wladyslaw Akymenko bei den Spielen 1976 in Montreal den zweiten Rang. Mit Akymenko wurde er bereits 1972 Weltmeister. Nachdem das Tempest-Boot nach den Spielen 1976 wieder aus dem olympischen Programm gestrichen worden war, startete er bei seiner fünften und letzten Olympiateilnahme 1980 in Moskau zusammen mit Aleksandrs Muzičenko in der Star-Klasse und wurde zum dritten Mal Olympiasieger. Eine Teilnahme an den Spielen 1984 in Los Angeles blieb ihm aufgrund des Olympiaboykotts der Sowjetunion verwehrt.
Die aktive Laufbahn von Walentin Mankin umfasste von 1955 bis 1988 insgesamt 33 Jahre. Nach dem Ende seiner Karriere war er 1988 Trainer des sowjetischen Seglerteams bei den Olympischen Spielen in Seoul. Seit den Spielen 1992 in Barcelona trainierte er die italienische Mannschaft. Die Spiele 2008 in Peking waren damit die elften Olympischen Spiele, an denen er als Aktiver oder als Trainer teilnahm.